# 商丘市第一人民医院
商丘市第一人民医院，在商丘简称为“北关医院”或“专医院”。始建于1912年，前身是加拿大圣公会创办的圣保罗医院。现在是河南省商丘市唯一的公立三级甲等综合医院。

## 历史沿革
- 1912年（民国元年），加拿大圣公会在河南开封创立“三一医院”。
  - 1915年（民国四年），三一医院迁到商丘归德府古城内西马道街圣公会救主堂。
  - 1917年（民国六年），三一医院在古城城北马楼庄南买了48亩地，建4座平房。
  - 1919年（民国八年），迁至现址。
- 1923年（民国十二年），医院门诊楼、病房楼全部落成，正式更名为“圣保罗医院”。[2]
  - 1938年5月（民国二十七年），日军侵略商丘，医院开办难民所。
- 1951年9月，圣保罗医院由人民政府接管，先后更名为商丘专区人民医院、商丘地区人民医院。
  - 1996年2月，被卫生部授予二级甲等医院。
- 1998年6月更名为商丘市第一人民医院。
  - 2008年10月，被河南省卫生厅授予三级医院。
  - 2015年1月，被河南省卫生计生委正式批准为第二周期三级甲等综合医院。[1]
  - 2018年4月17日，商丘医学高等专科学校老校区并入商丘市第一人民医院。[4]

## 重点学科
- 河南省医学重点学科：神经病学、神经外科学
- 河南省医学重点（培育）学科：小儿内科学、眼科学、内分泌学[5]

## “饶大夫”与大山
1922年，加拿大多伦多圣保罗教会与中国国民政府有关部门签订合作项目，由加拿大派遣医生到中国。加拿大籍演员大山的爷爷和奶奶由此来到了中国，在北京协和医院接受了6周强化培训后，被派遣到商丘归德圣保罗医院做为医生，人称大山的爷爷为“饶大夫”。3年后，于1925年，“饶大夫”一家离开中国。
2001年2月初，大山在央视《聊天》节目中对主持人倪萍说，他的爷爷曾在归德圣保罗医院工作过，爷爷在中国姓“饶”。商丘《京九晚报》记者秋影，在这个节目后寻找历史线索并联系到大山，告知其归德圣保罗医院即是现在的商丘市第一人民医院。2001年7月中旬，大山和儿子第一次来商丘。2007年10月3日，大山带着他的父母罗斯威尔夫妇、姑夫姑姑罗伯森夫妇再次来到商丘，并为圣保罗医院门诊楼旧址的“饶大夫旧居”揭牌。2012年10月，大山与父亲第三次来到商丘，参加商丘市第一人民医院建院百年典礼。